# Edwin Sánchez
Edwin Ernesto Sánchez Vigil (ur. 21 lutego 1990 w Santa Tecla) – salwadorski piłkarz występujący na pozycji środkowego lub ofensywnego pomocnika, reprezentant Salwadoru, od 2023 roku zawodnik Fuerte San Francisco.

## Kariera klubowa
Sánchez był uczniem instytucji Fundación Educando a un Salvadoreño (FESA) i pierwsze treningi piłkarskie rozpoczął w amatorskim, trzecioligowym klubie Turín FESA, należącym do tej uczelni. Jeszcze jako nastolatek wyjechał do Argentyny, gdzie był członkiem tamtejszych młodzieżowych zespołów, po czym powrócił do rodzinnego miasta Santa Tecla, podpisując umowę z drugoligowym klubem Santa Tecla FC. Dzięki dobrym występom w tej drużynie w maju 2010 udał się na testy do hiszpańskiego Málaga CF, jednak ostatecznie przeszedł do stołecznego zespołu CD Universidad de El Salvador, w którego barwach w sezonie 2010/2011 zadebiutował w Primera División de Fútbol Profesional. Premierowego gola w najwyższej klasie rozgrywkowej strzelił 7 sierpnia 2010 w wygranym 4:2 meczu z Once Municipal, szybko zostając kluczowym graczem ekipy. Już po roku spędzonym w UES zasilił czołową salwadorską ekipę, Isidro Metapán, z którą w jesiennym sezonie Apertura 2011 zdobył tytuł mistrza kraju, zaś pół roku później, podczas rozgrywek Clausura 2012, wywalczył wicemistrzostwo Salwadoru.
Latem 2012 Sánchez został zawodnikiem klubu CD FAS z siedzibą w mieście Santa Ana.

## Kariera reprezentacyjna
W 2010 Sánchez znalazł się w składzie reprezentacji Salwadoru U-23 na Igrzyska Ameryki Środkowej i Karaibów. Wystąpił wówczas w dwóch meczach rundy kwalifikacyjnej, ani razu nie wpisując się na listę strzelców i pełnił rolę rezerwowego. Właściwy turniej piłkarski nie odbył się jednak z powodu sprzeciwu CONCACAF. W 2012 roku brał udział w turnieju kwalifikacyjnym do Igrzysk Olimpijskich w Londynie, wcześniej notując występy w eliminacjach do niego. Tam również był głównie rezerwowym, rozegrał trzy spotkania i zdobył bramkę w półfinałowym meczu z Hondurasem (2:3). Jego drużyna odpadła właśnie półfinale i nie zdołała dostać się na olimpiadę.
W seniorskiej reprezentacji Salwadoru Sánchez zadebiutował za kadencji selekcjonera José Luisa Rugamasa, 8 października 2010 w przegranym 0:1 meczu towarzyskim z Panamą. W 2011 roku został powołany na turniej Copa Centroamericana, gdzie wystąpił w dwóch spotkaniach, wchodząc z ławki rezerwowych, natomiast jego kadra zajęła ostatecznie czwarte miejsce. Kilka miesięcy później znalazł się w ogłoszonym przez urugwajskiego szkoleniowca Rubéna Israela składzie na Złoty Puchar CONCACAF, gdzie jednak nie rozegrał żadnego spotkania, zaś Salwadorczycy odpadli z tych rozgrywek w ćwierćfinale. Premierowego gola w drużynie narodowej strzelił 7 sierpnia 2011 w wygranym 2:1 sparingu z Wenezuelą, a później brał także udział w eliminacjach do Mistrzostw Świata 2014, podczas których zdobył bramkę w meczu z Surinamem (3:1), lecz nie zdołał awansować ze swoim zespołem na mundial.